# Mikel Markez
Mikel Markez Ibarguren (Rentería, 4 de octubre de 1971) es un cantautor vasco en euskera que se acompaña de guitarra. Comienza a componer canciones con 16 años, subiéndose al escenario en el verano de 1988. En 1991, publica su primer LP de título Eta etorri egin zait. Obtiene un éxito paulatino y constante que le confirma como cantautor de referencia en la música vasca.
Ha participado en varios espectáculos que articulan poesía y música, destacándo entre ellos Tribuaren hitz galduak (1997), Abiadura handiko urte baten kronika (2002) y Tabuak saltsa berdean (2007). En este último, actúa con el escritor y poeta Pako Aristi. Esta colaboración desemboca en el disco Dena hankaz gora. Ha colaborado con cantantes de diferentes generaciones y de estilo variado, particularmente Erramun Martikorena, Benito Lertxundi o Eñaut Elorrieta.

## Discografía
- ...eta etorri egin zait... (1992, Elkar)
- Oroitzapenak oparitzen ditut (1994, Elkar)
- Zertarako mugak jarri (1995, Elkar)
- Kantu erotikoak (1997, IZ)
- Dena hankaz gora (1999, Gaztelupeko Hotsak)
- Tribuaren hitz galduak (1999, Gaztelupeko Hotsak)
- Erabil nazazu (2004, Gaztelupeko Hotsak)
- Zure begiek, bilduma (1988-2008) (2008, Elkar). Disco recopilatorio.
- Hiri hartan izan zen (2011, Elkar)
- Indar bat dabil hor (2013, Elkar)
- Bi ahizpak (2015)
- Biribilean, zuzenean (2019, MM). Grabación en vivo.
- Azal berritzen (2020, producción propia)